# 天地英雄
《天地英雄》（英語：Warriors of Heaven and Earth）是一部由何平執導，中井貴一、姜文、趙薇、王學圻主演的動作片，由美國好萊塢哥倫比亞電影製作、華誼和西安電影聯合出品，於2003年9月23日上映。講述了盛唐時期發生在一位逃犯與一名捕快之間互為對手又互為英雄的傳奇故事。

## 故事
影片講述一個發生在公元700年盛唐時期的大漠邊關的傳奇故事。當時中國跟阿拉伯及中東的文化互相交流，在荒蕪及優美的西域，絲綢之路便是相互來往的通道，而唐朝軍隊不斷奮勇抗戰對壘突厥，努力捍衛邊關。戍邊校尉李（姜文）因違抗軍令，不願屠殺突厥的俘虜——一些手無寸鐵的老人、婦女和孩子而被朝廷通緝，日本遣唐使來棲（中井貴一）因屢請回國而被朝廷貶為捕快，派往西域緝拿逃犯，終於皇帝下令，只要來棲將通緝犯李校尉捉拿歸案，便可滿足他多年來一直想返回祖國的心願。當時正值戰事嚴峻，來棲同時受託護送將軍之女文珠（趙薇）回長安，途中恰好遭遇久未出現的李校尉。二人相遇後，一場大戰不分勝負，相約長安城下再決生死。
正在此時，他們迎頭碰上了護送經書的朝廷商隊及覬覦駝隊的響馬子安大人（王學圻），而安大人更受到突厥可汗的雇佣，要抢劫驼队护送的一件至宝─佛祖舍利，一場生死大戰就此展開。

## 演員
| 演員     | 角色                                 |
| 中井貴一 | 來棲，日本遣唐使，奉命在西域缉捕罪犯 |
| 姜文     | 李校尉，通缉犯                       |
| 趙薇     | 文珠，将军之女                       |
| 王學圻   | 響馬子安大人                         |
| 周韻     | 护送佛祖舍利的覺慧師父               |

## 票房
中国大陆票房4100万人民币，年度第5位。

## 獎項
| 活動                     | 獎項                 | 名稱   | 結果 |
| ------------------------ | -------------------- | ------ | ---- |
| 第十一屆北京大學生電影節 | 最佳視覺效果         |        | 獲獎 |
| 第十一屆北京大學生電影節 | 最受大學生歡迎女演員 | 趙薇   | 獲獎 |
| 第十一屆北京大學生電影節 | 最受大學生歡迎男演員 | 姜文   | 獲獎 |
| 第十屆中國電影華表獎     | 優秀故事片           |        | 獲獎 |
| 第二十七屆大眾電影百花獎 | 最佳影片             |        | 提名 |
| 第二十七屆大眾電影百花獎 | 最佳女主角           | 趙薇   | 提名 |
| 第二十七屆大眾電影百花獎 | 最佳男主角           | 姜文   | 提名 |
| 第二十七屆大眾電影百花獎 | 最佳男主角           | 王學圻 | 提名 |
| 第二十四屆中國電影金雞獎 | 最佳男配角           | 王學圻 | 提名 |

## 外部連結
- 互联网电影数据库（IMDb）上《天地英雄》的资料（英文）
- TCM电影资料库上《天地英雄》的资料（英文）
- AllMovie上《天地英雄》的资料（英文）
- Box Office Mojo上《天地英雄》的資料（英文）
- 爛番茄上《天地英雄》的資料（英文）
- 豆瓣电影上《天地英雄》的資料 （简体中文）